# 권칠승
권칠승(權七勝, 1965년 11월 18일~)은 대한민국의 정치인이며, 제20·21·22대 국회의원이다. 제3대 중소벤처기업부 장관을 지냈다.

## 학력
- ~1978 대구동성국민학교 졸업
- 1978~1981 대구중학교 졸업
- 1981~1984 경북고등학교 졸업
- 1984~1988 고려대학교 정경대학 경제학 학사

## 경력
- 1998년~2000년: 새정치국민회의 중앙당 사무처
- 2000년~2003년: 새천년민주당 중앙당 사무처
- 2003년 9월~2004년 7월: 열린우리당 중앙당 사무처
- 2004년 7월~2008년 5월: 노무현 정부 대통령비서실 민정수석실 행정관
- 2009년 5월~2010년 6월: 국회의원 서갑원 보좌관
- 2010년 6월 2일: 제5회 전국동시지방선거 당선(민선 5기, 경기 화성시 제3선거구, 민주당, 초선)
- 2010년 7월~2014년 6월: 제8대 경기도의회 의원(민선 5기, 경기 화성시 제3선거구, 민주당→민주통합당→민주당→새정치민주연합, 초선)
  - 제8대 경기도의회 기획재정위원회 간사
  - 2013년 7월~2014년 6월: 제8대 경기도의회 후반기 예산결산위원회 위원장
- 2014년 6월 4일: 제6회 전국동시지방선거 당선(민선 6기, 경기 화성시 제3선거구, 새정치민주연합, 재선)
- 2014년 7월~2016년 1월: 제9대 경기도의회 의원(민선 6기, 경기 화성시 제3선거구, 새정치민주연합→더불어민주당, 재선)
- 문재인 국회의원 정무특보
- 2016년 4월 13일: 대한민국 제20대 국회의원 선거 당선(경기 화성시 병, 더불어민주당, 초선)
- 2016년 5월~2017년 5월: 더불어민주당 정책위원회 부의장
- 2016년 5월~: 더불어민주당 경기도당 화성시 병 지역위원회 위원장
- 2016년 6월~: 더불어민주당 국민연금 공공투자정책 추진 특별위원회 간사
- 2017년 4월~2017년 5월: 제19대 대통령 선거 더불어민주당 문재인 대통령 후보 국민주권선거대책위원회 조직본부 부본부장
- 2017년 6월~2018년 5월: 더불어민주당 정책위원회 부의장
- 2018년 5월~2019년 5월: 더불어민주당 원내부대표
- 2018년 9월~2020년 8월: 더불어민주당 홍보소통위원장
- 2020년 4월 15일: 대한민국 제21대 국회의원 선거 당선(경기 화성시 병, 더불어민주당, 재선)
- 2020년 8월~2021년 1월: 더불어민주당 경기도당 수석부위원장
- 2020년 9월~2021년 1월: 더불어민주당 수석사무부총장
- 2020년 10월~2021년 1월: 더불어민주당 더혁신위원회 위원
- 2020년 12월~2022년 8월: 더불어민주당 경기도당 정책위원장
- 2020년 12월~2021년 1월: 더불어민주당 공직선거후보자 검증위원회 위원장
- 2021년 1월: 더불어민주당 대구광역시당 달서구 병 지역위원회 협력위원
- 2021년 2월~2022년 5월: 제3대 중소벤처기업부 장관
- 2021년 2월~2022년 5월: 대통령직속 국가균형발전위원회 당연직위원
- 2021년 2월~2022년 5월: 녹색성장위원회 당연직위원
- 2021년 2월~2022년 5월: 대통령 직속 국가지식재산위원회 당연직 위원
- 2021년 2월~2022년 5월: 대통령 직속 4차산업혁명위원회 정부위원
- 2021년 5월~2022년 5월: 2050 탄소중립위원회 당연직 위원
- 2023년 3월~2024년 4월: 더불어민주당 수석대변인
- 2024년 4월 10일: 대한민국 제22대 국회의원 선거 당선(경기 화성시 병, 더불어민주당, 3선)
- 2024년 10월~: 더불어민주당 중소기업특별위원회 위원장

### 의정 활동
- 2016년 5월 30일~2020년 5월 29일: 제20대 국회의원(경기 화성시 병, 더불어민주당, 초선)
  - 2016년 6월~2017년 7월: 제20대 국회 전반기 산업통상자원위원회 위원
  - 2016년 7월~2017년 7월: 제20대 국회 지방재정분권특별위원회 위원
  - 2017년 3월~2017년 5월: 제20대 국회 전반기 운영위원회 위원
  - 2017년 7월~2018년 5월: 제20대 국회 전반기 산업통상자원중소벤처기업위원회 위원
  - 2017년 12월~2018년 5월: 제20대 국회 청년미래특별위원회 위원
  - 2018년 7월~2019년 5월: 제20대 국회 후반기 운영위원회 위원
  - 2018년 7월~2020년 5월: 제20대 국회 후반기 산업통상자원중소벤처기업위원회 위원
  - 2018년 10월~2019년 6월: 제20대 국회 에너지특별위원회 위원
- 2020년 5월 30일~2024년 5월 29일: 제21대 국회의원(경기 화성시 병, 더불어민주당, 재선)
  - 2020년 6월~2021년 2월: 제21대 국회 전반기 보건복지위원회 위원
  - 2020년 7월~2024년 5월: 국회수소경제포럼 구성의원
  - 2020년 8월~2020년 9월: 제21대 국회 대법관(이흥구) 임명동의에 관한 인사청문특별위원회 위원
  - 2020년 10월~2021년 2월: 제21대 국회 전반기 보건복지위원회 예산결산심사소위원회 위원장
  - 2021년 2월~2021년 5월: 제21대 국회 전반기 기획재정위원회 위원
  - 2021년 5월~2022년 5월: 제21대 국회 전반기 농림축산식품해양수산위원회 위원
  - 2022년 7월~2023년 4월: 제21대 국회 후반기 법제사법위원회 위원
  - 2022년 7월~2023년 5월: 제21대 국회 후반기 예산결산특별위원회 위원
  - 2022년 8월~2022년 11월: 제21대 국회 대법관(오석준) 임명 동의에 관한 인사청문특별위원회 간사
  - 2022년 11월~2023년 1월: 제21대 국회 용산 이태원 참사 진상규명과 재발방지를 위한 국정조사 특별위원회 위원
  - 2023년 4월~2023년 6월: 제21대 국회 후반기 법제사법위원회 간사
  - 2023년 6월~2024년 5월: 제21대 국회 후반기 법제사법위원회 위원
- 2024년 5월 30일~: 제22대 국회의원(경기 화성시 병, 더불어민주당, 3선)
  - 2024년 6월~2025년 6월: 제22대 국회 전반기 외교통일위원회 위원
  - 2025년 6월~: 제22대 국회 전반기 행정안전위원회 위원

## 역대 선거 결과
|  | 45.81% |

|  | 52.66% |

|  | 50.67% |

|  | 64.45% |

|  | 61.53% |

## 사건사고
천안함 함장 막말 논란으로 입장문을 냈다.

## 소속 정당
| 소속 정당 | 소속 정당      | 소속 기간 | 비고      |
| --------- | -------------- | --------- | --------- |
|           | 새정치국민회의 | 1997~2000 | 정계 입문 |
|           | 새천년민주당   | 2000~2003 | 합당      |
|           | 무소속         | 2003      | 탈당      |
|           | 열린우리당     | 2003~2004 | 창당      |
|           | 무소속         | 2004~2009 | 탈당      |
|           | 민주당         | 2009~2011 | 복당      |
|           | 민주통합당     | 2011~2013 | 합당      |
|           | 민주당         | 2013~2014 | 당명 변경 |
|           | 새정치민주연합 | 2014~2015 | 합당      |
|           | 더불어민주당   | 2015~현재 | 당명 변경 |

## 같이 보기
- 화성시 병
- 화성시의 국회의원
- 대한민국의 중소벤처기업부 장관